# Перішвілл (Нью-Йорк)
Перішвілл (англ. Parishville) — місто (англ. town) в США, в окрузі Сент-Лоуренс штату Нью-Йорк. Населення — 2038 осіб (2020).

## Демографія
Згідно з переписом 2010 року, у місті мешкали 2153 особи в 889 домогосподарствах у складі 575 родин. Було 1390 помешкань
Расовий склад населення:
| - 98,7 % — білих - 0,3 % — корінних американців |

До двох чи більше рас належало 0,6 %. Частка іспаномовних становила 0,9 % від усіх жителів.
За віковим діапазоном населення розподілялося таким чином: 22,3 % — особи молодші 18 років, 62,6 % — особи у віці 18—64 років, 15,1 % — особи у віці 65 років та старші. Медіана віку мешканця становила 41,9 року. На 100 осіб жіночої статі у місті припадало 103,3 чоловіків;  на 100 жінок у віці від 18 років та старших — 102,8 чоловіків також старших 18 років.
Середній дохід на одне домашнє господарство  становив 60 276 доларів США (медіана — 51 000), а середній дохід на одну сім'ю — 63 586 доларів (медіана — 50 750). Медіана доходів становила 42 237 доларів для чоловіків та 41 818 доларів для жінок. За межею бідності перебувало 15,6 % осіб, у тому числі 20,1 % дітей у віці до 18 років та 3,5 % осіб у віці 65 років та старших.
Цивільне працевлаштоване населення становило 1017 осіб. Основні галузі зайнятості: освіта, охорона здоров'я та соціальна допомога — 39,4 %, будівництво — 11,6 %, публічна адміністрація — 7,3 %, мистецтво, розваги та відпочинок — 7,2 %.